# Прапор Радивилова
Пра́пор Радиви́лова затверджений міською радою 16 квітня 1999 р.
Автори прапора — Андрій Ґречило і Юрій Терлецький.

## Опис
Квадратне полотнище, розділене на чотири рівні квадратні поля; на верхньому від держака жовтому полі синя буква «Р», на нижньому від вільного краю жовтому полі чорний мисливський ріжок з білими перев'язками і чорним ремінцем, два інших поля — сині.